# 栗東市立大宝西小学校
栗東市立大宝西小学校（りっとうしりつ だいほうにししょうがっこう）は、滋賀県栗東市霊仙寺4丁目にある市立の小学校。

## 概要

### 創立記念日
５月２８日

### 校歌
南 英市  作詞/栗林 千代子  作曲

## 沿革
- 1988年（昭和63年）4月1日 - 栗東町立大宝小学校より分離し、栗東町立大宝西小学校創立[1]。
- 2001年（平成13年）10月1日 - 栗東町の市制施行により栗東市発足に伴い、栗東市立大宝西小学校と改称。

## 校区
- 小平井一区、小平井二区、小平井三区、小平井四区、小平井五区、小平井香鳥、霊仙寺、霊仙寺住宅、海老川、十里、明日香、美里[2]

## 主な進学先
- 栗東市立栗東西中学校